# Cour administrative suprême de Lituanie
 (septembre 2023).
La mise en forme du texte ne suit pas les recommandations de Wikipédia : il faut le « wikifier ».
Les points d'amélioration suivants sont les cas les plus fréquents. Le détail des points à revoir est peut-être précisé sur la page de discussion.
- Les titres sont pré-formatés par le logiciel. Ils ne sont ni en capitales, ni en gras.
- Le texte ne doit pas être écrit en capitales (les noms de famille non plus), ni en gras, ni en italique, ni en « petit »…
- Le gras n'est utilisé que pour surligner le titre de l'article dans l'introduction, une seule fois.
- L'italique est rarement utilisé : mots en langue étrangère, titres d'œuvres, noms de bateaux, etc.
- Les citations ne sont pas en italique mais en corps de texte normal. Elles sont entourées par des guillemets français : « et ».
- Les listes à puces sont à éviter, des paragraphes rédigés étant largement préférés. Les tableaux sont à réserver à la présentation de données structurées (résultats, etc.).
- Les appels de note de bas de page (petits chiffres en exposant, introduits par l'outil «  Source ») sont à placer entre la fin de phrase et le point final[comme ça].
- Les liens internes (vers d'autres articles de Wikipédia) sont à choisir avec parcimonie. Créez des liens vers des articles approfondissant le sujet. Les termes génériques sans rapport avec le sujet sont à éviter, ainsi que les répétitions de liens vers un même terme.
- Les liens externes sont à placer uniquement dans une section « Liens externes », à la fin de l'article. Ces liens sont à choisir avec parcimonie suivant les règles définies. Si un lien sert de source à l'article, son insertion dans le texte est à faire par les notes de bas de page.
- La présentation des références doit suivre les conventions bibliographiques. Il est recommandé d'utiliser les modèles {{Ouvrage}}, {{Chapitre}}, {{Article}}, {{Lien web}} et/ou {{Bibliographie}}. Le mode d'édition visuel peut mettre en forme automatiquement les références.
- Insérer une infobox (cadre d'informations à droite) n'est pas obligatoire pour parachever la mise en page.

Pour une aide détaillée, merci de consulter Aide:Wikification.
Si vous pensez que ces points ont été résolus, vous pouvez retirer ce bandeau et améliorer la mise en forme d'un autre article.
La Cour administrative suprême de Lituanie (lituanien : Lietuvos vyriausiasis administracinis teismas) a été créée et a commencé ses activités le 1er janvier 2001, à la suite de la modification de la loi portant création des tribunaux administratifs du 19 septembre 2000.
La Cour administrative suprême est composée du président, du vice-président et d'autres juges. À l'heure actuelle, dix-neuf juges siègent à la Cour. Les affaires portées devant la Cour administrative suprême sont entendues par une chambre de trois juges, une chambre élargie de cinq ou sept juges ou une séance plénière de la Cour administrative suprême.

## Compétence
La Cour administrative suprême de Lituanie, en tant qu'institution juridictionnelle suprême dans les affaires administratives, élabore une jurisprudence uniforme et veille à son application par les tribunaux administratifs dans l'interprétation et l'application des lois et autres actes juridiques. Les particuliers, les personnes défendant l'intérêt public et les autres personnes qui se défendent contre les actions illégales des autorités de l'État s'adressent généralement d'abord aux tribunaux de première instance, dont les décisions peuvent ensuite interjeter appel devant la Cour administrative suprême de Lituanie. Les décisions de la Cour administrative suprême de Lituanie sont définitives et sans appel,.
La Cour administrative suprême est également la juridiction de premier et dernier ressort pour certaines catégories d'affaires administratives qui relèvent de sa compétence par détermination de la loi. Conformément à la loi sur les procédures administratives, il examine les demandes de réouverture des procédures close par une décision de justice revêtue de l'autorité de la chose jugée, ainsi que des demandes de l'Inspection nationale de la protection des données de s'adresser aux juridictions de l'Union européenne lorsqu'une décision de la Commission européenne est en cause. En outre, le contentieux électoral de la compétence des tribunaux administratifs. Les personnes spécifiées dans la loi sur les élections présidentielles, la loi sur les élections au Seimas, la loi sur le référendum et la loi sur les élections aux conseils municipaux ont le droit de déposer des requêtes concernant les décisions de la Commission électorale centrale directement auprès de la Cour administrative suprême de Lituanie.
Depuis 2015, la Cour administrative suprême de Lituanie est également chargée de connaître des affaires concernant les demandes des conseils municipaux tendant à savoir si un membre d'un conseil municipal ou un maire, contre lequel une procédure de révocation a été engagée, a violé son serment ou n'a pas exercé les pouvoirs qui lui sont attribués par la loi. Les conclusions sont définitives et sans appel.
Certaines personnes peuvent s'adresser directement à la Cour administrative suprême de Lituanie dans des cas particuliers prévus par la loi. Par exemple, les membres du Parlement de la République de Lituanie (le Seimas), les tribunaux et autres.